# Gare de Bécon-les-Bruyères
Gare de Bécon-les-Bruyères vasútállomás Franciaországban, Courbevoie településen.

## Vasútvonalak
Az állomást az alábbi vasútvonalak érintik:
- Párizs-Saint-Lazare-Versailles-Rive-Droite-vasútvonal

## Kapcsolódó állomások
A vasútállomáshoz az alábbi állomások vannak a legközelebb:
- Gare des Vallées (Gare de Cergy-le-Haut, Transilien line L)
- Gare de Courbevoie (Gare de Saint-Nom-la-Bretèche - Forêt de Marly, Gare de Versailles-Rive-Droite, Transilien line L)
- Gare d’Asnières-sur-Seine (Paris Gare Saint-Lazare, Transilien line L)